# Muine Bheag
Muine Bheag, Bagenalstown – miasto w hrabstwie Carlow w Irlandii. Populacja w 2011 roku wynosiła 2775 mieszkańców. Nazwa "Muine Bheag" w języku angielskim oznacza "small thicket" ("małe zarośla").
W pobliżu miasta znajdują się ruiny zabytkowego Zamku Ballyloughan